# Amalie von Hessen-Homburg

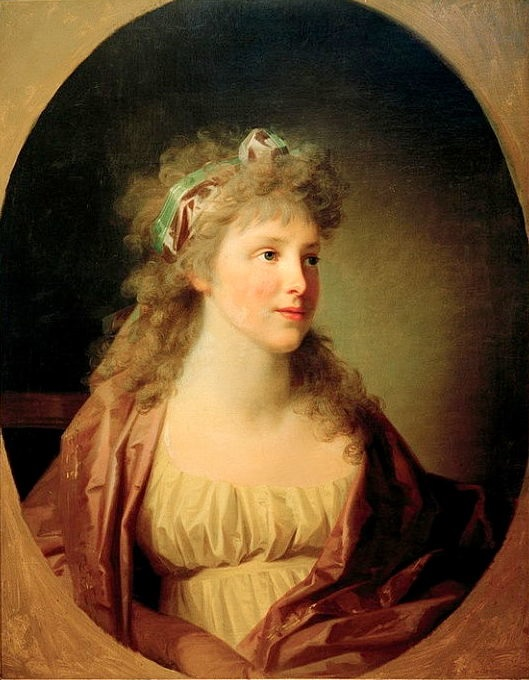
Johann Friedrich August Tischbein: Christiane Amalie von Anhalt-Dessau, 1798

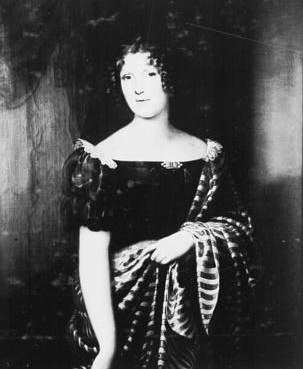
Amalie von Hessen-Homburg

Christiane Amalie von Hessen-Homburg (* 29. Juni 1774 in Homburg; † 3. Februar 1846 in Dessau) war eine Prinzessin von Hessen-Homburg und durch Heirat Erbprinzessin von Anhalt-Dessau.

## Leben
Amalie war eine Tochter des Landgrafen Friedrich V. von Hessen-Homburg (1748–1820) aus dessen Ehe mit Karoline (1746–1821), Tochter des Landgrafen Ludwig IX. von Hessen-Darmstadt.
Sie heiratete am 12. Juni 1792 in Homburg Erbprinz Friedrich von Anhalt-Dessau (1769–1814). Um die Erziehung und Ausbildung ihrer Kinder kümmerte sie sich persönlich und gründlich.
Sie kaufte am 6. Februar 1797 das Erb- und Allodialgut Priorau vom Oberforstmeister Heinrich Otto von Görschen.
Christiane Amalie bewohnte mit ihrer Familie das Erbprinzliche Palais an der Dessauer Kavalierstraße. Nach dem Tod ihres Mannes erhielt sie das Schloss Georgium als Sommersitz zugewiesen.
Der Schriftsteller Friedrich Hölderlin widmete ihr sein um 1800 geschriebenes Gedicht Aus stillem Hauße senden – An eine Fürstin von Dessau.

## Nachkommen
- Auguste (1793–1854)

⚭ 1816 Fürst Friedrich Günther von Schwarzburg-Rudolstadt (1793–1867)
- Leopold IV. Friedrich (1794–1871), Herzog von Anhalt

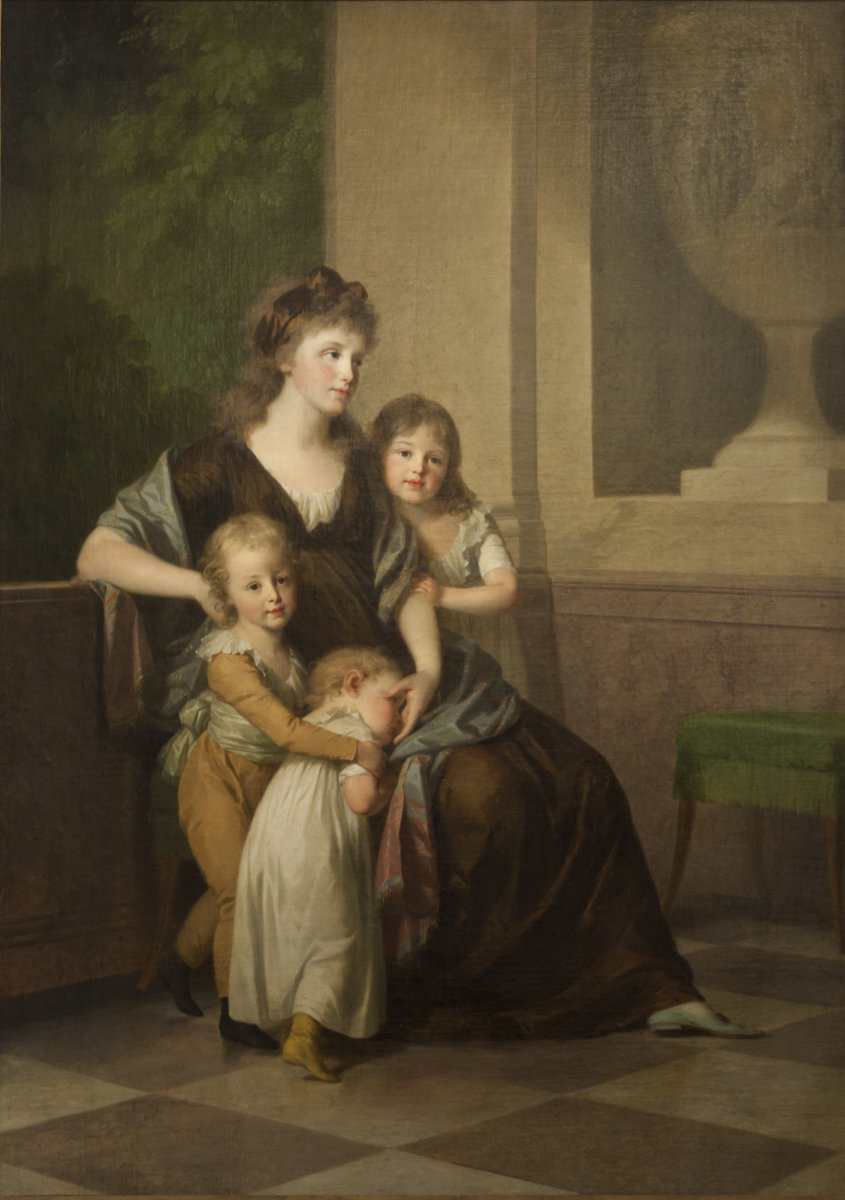
Johann Friedrich August Tischbein: Christiane Amalie von Anhalt-Dessau mit Kindern, 1798

⚭ 1818 Prinzessin Friederike von Preußen (1796–1850)
- Georg (1796–1865)

⚭ 1. 1825 Prinzessin Karoline von Schwarzburg-Rudolstadt (1804–1829)
⚭ 2. 1831 (morganatisch) Therese Emma von Erdmannsdorf (1807–1848), „Gräfin von Reina“ 1831
- Paul (1797–1797)
- Luise (1798–1858)

⚭ 1818 Landgraf Gustav von Hessen-Homburg (1781–1848)
- Friedrich August (1799–1864)

⚭ 1832 Prinzessin Marie von Hessen-Kassel (1814–1895)
- Wilhelm (1807–1864)

⚭ 1840 (morganatisch) Emilie Klausnitzer (1812–1888), „Freifrau von Stolzenberg“ 1842